# جوليت
جوليت، إلينوي مدينة في مقاطعة كندال ومقاطعة ويل بولاية إلينوي في الولايات المتحدة، تقع على مسافة 40 ميل جنوب غرب مدينة شيكاغو ،وهي مقر مقاطعة ويل ،حسب إحصاء عام 2000 يبلغ تعداد السكان بها 106.221 نسمة وإحصاء عام 2007 يبلغ عدد السكان 145.800 نسمة وتعد أحد أكبر مدن إلينوي من حيث الزيادة السكانية وأيضا في الولايات المتحدة بأكملها.
سكنت مدين جوليت أول مرة عام 1834 على المستكشف الفرنسي لويس جولييه، وقد سميت بهذا الاسم من تاريخ هذا الوقت.

## التركيبة السكانية
حدّد مكتب تعداد الولايات المتحدة بيانات التركيبة السكانية لجوليت في تعداد الولايات المتحدة. في ما يلي، التركيبة السكانية حسب تعدادي 2000 و2010.

### تعداد عام 2000
بلغ عدد سكان جوليت 106,221 نسمة بحسب تعداد عام 2000، وبلغ عدد الأسر 36,182 أسرة وعدد العائلات 25,404 عائلة مقيمة في المدينة. في حين سجلت الكثافة السكانية 627.3 نسمة لكل كيلومتر مربع (1,624.7/ميل2). وبلغ عدد الوحدات السكنية 38,176 وحدة بمتوسط كثافة قدره 225.5 لكل كيلومتر مربع (584.0/ميل2).
وتوزع التركيب العرقي للمدينة بنسبة 69.32% من البيض و18.16% من الأمريكيين الأفارقة و0.28% من الأمريكيين الأصليين و1.14% من الأمريكيين ذوي الأصول الآسيوية و0.02% من سكان جزر المحيط الهادئ و8.97% من الأعراق الأخرى و2.09% من عرقين مختلطين أو أكثر و18.41% من الهسبانيون أو اللاتينيون من أي عرق.
بلغ عدد الأسر 36,182 أسرة كانت نسبة 42.6% منها لديها أطفال تحت سن الثامنة عشر تعيش معهم، وبلغت نسبة الأزواج القاطنين مع بعضهم البعض 51.9% من أصل المجموع الكلي للأسر، ونسبة 13.3% من الأسر كان لديها معيلات من الإناث دون وجود شريك، بينما كانت نسبة 4.9% من الأسر لديها معيلون من الذكور دون وجود شريكة وكانت نسبة 29.8% من غير العائلات. تألفت نسبة 24.7% من أصل جميع الأسر من عدة أفراد يعيشون في نفس المنزل ونسبة 10% كانت تتألف من شخص يعيش بمفرده يبلغ من العمر 65 عاماً أو أكثر. وبلغ متوسط حجم الأسرة المعيشية 2.81، أما متوسط حجم العائلات فبلغ 3.39.
بلغ العمر الوسطي للسكان 31.0 عاماً. وكانت نسبة 29.1% من القاطنين تحت سن الثامنة عشر، وكانت نسبة 9% بين الثامنة عشر والرابعة والعشرين عاماً، ونسبة 32.1% كانت واقعةً في الفئة العمرية ما بين الخامسة والعشرين والرابعة والأربعين عاماً، ونسبة 15.9% كانت ما بين الخامسة والأربعين والرابعة والستين، ونسبة 9.7% كانت ضمن فئة الخامسة والستين عاماً فما فوق. يوجد لكل 100 أنثى 95.7 ذكر، ويوجد لكل 100 أنثى في الثامنة عشر من عمرها فما فوق 92.4 ذكر.
بلغ متوسط دخل الأسرة في المدينة 70,083 دولارًا، أما متوسط دخل العائلة فبلغ 71,667 دولارًا. وكان متوسط دخل الذكور 53,333 دولارًا مقابل 37,500 دولارًا للإناث. وسجل دخل الفرد الخاص بالمدينة 25,876 دولارًا. وكانت نسبة 0% من العائلات ونسبة 0% من السكان تحت خط الفقر، وكان من هؤلاء نسبة 0% تحت سن الثامنة عشر ونسبة 0% في الخامسة والستين من العمر وما فوق.

### تعداد عام 2010
بلغ عدد سكان جوليت 147,433 نسمة بحسب تعداد عام 2010، وبلغ عدد الأسر 48,019 أسرة وعدد العائلات 34,900 عائلة مقيمة في المدينة. في حين سجلت الكثافة السكانية 870.7 نسمة لكل كيلومتر مربع (2,255.1/ميل2). وبلغ عدد الوحدات السكنية 51,285 وحدة بمتوسط كثافة قدره 302.9 لكل كيلومتر مربع (784.5/ميل2).
وتوزع التركيب العرقي للمدينة بنسبة 67.48% من البيض و15.98% من الأمريكيين الأفارقة و0.32% من الأمريكيين الأصليين و1.93% من الأمريكيين ذوي الأصول الآسيوية و0.02% من سكان جزر المحيط الهادئ و11.32% من الأعراق الأخرى و2.95% من عرقين مختلطين أو أكثر و27.84% من الهسبانيون أو اللاتينيون من أي عرق.
بلغ عدد الأسر 48,019 أسرة كانت نسبة 46% منها لديها أطفال تحت سن الثامنة عشر تعيش معهم، وبلغت نسبة الأزواج القاطنين مع بعضهم البعض 53.1% من أصل المجموع الكلي للأسر، ونسبة 14% من الأسر كان لديها معيلات من الإناث دون وجود شريك، بينما كانت نسبة 5.6% من الأسر لديها معيلون من الذكور دون وجود شريكة وكانت نسبة 27.3% من غير العائلات. تألفت نسبة 22.1% من أصل جميع الأسر من عدة أفراد يعيشون في نفس المنزل ونسبة 7.5% كانت تتألف من شخص يعيش بمفرده يبلغ من العمر 65 عاماً أو أكثر. وبلغ متوسط حجم الأسرة المعيشية 3.01، أما متوسط حجم العائلات فبلغ 3.56.
بلغ العمر الوسطي للسكان 31.7 عاماً. وكانت نسبة 30.8% من القاطنين تحت سن الثامنة عشر، وكانت نسبة 9.1% بين الثامنة عشر والرابعة والعشرين عاماً، ونسبة 31.6% كانت واقعةً في الفئة العمرية ما بين الخامسة والعشرين والرابعة والأربعين عاماً، ونسبة 20.1% كانت ما بين الخامسة والأربعين والرابعة والستين، ونسبة 8.4% كانت ضمن فئة الخامسة والستين عاماً فما فوق. وتوزع التركيب الجنسي للسكان بنسبة 49.4% ذكور و50.6% إناث.

## المناخ
يظهر الجدول التالي التغييرات المناخية على مدار السنة لجوليت:
| البيانات المناخية لـجوليت           | البيانات المناخية لـجوليت | البيانات المناخية لـجوليت | البيانات المناخية لـجوليت | البيانات المناخية لـجوليت | البيانات المناخية لـجوليت | البيانات المناخية لـجوليت | البيانات المناخية لـجوليت | البيانات المناخية لـجوليت | البيانات المناخية لـجوليت | البيانات المناخية لـجوليت | البيانات المناخية لـجوليت | البيانات المناخية لـجوليت | البيانات المناخية لـجوليت |
| الشهر                               | يناير                     | فبراير                    | مارس                      | أبريل                     | مايو                      | يونيو                     | يوليو                     | أغسطس                     | سبتمبر                    | أكتوبر                    | نوفمبر                    | ديسمبر                    | المعدل السنوي             |
| ----------------------------------- | ------------------------- | ------------------------- | ------------------------- | ------------------------- | ------------------------- | ------------------------- | ------------------------- | ------------------------- | ------------------------- | ------------------------- | ------------------------- | ------------------------- | ------------------------- |
| متوسط درجة الحرارة الكبرى °ف (°م)   | 31 (−1)                   | 36 (2)                    | 47 (8)                    | 61 (16)                   | 71 (22)                   | 81 (27)                   | 84 (29)                   | 83 (28)                   | 76 (24)                   | 64 (18)                   | 50 (10)                   | 35 (2)                    | 60 (15)                   |
| متوسط درجة الحرارة الصغرى °ف (°م)   | 16 (−9)                   | 20 (−7)                   | 29 (−2)                   | 39 (4)                    | 49 (9)                    | 59 (15)                   | 64 (18)                   | 63 (17)                   | 54 (12)                   | 43 (6)                    | 33 (1)                    | 20 (−7)                   | 41 (5)                    |
| الهطول إنش (مم)                     | 1.80 (46)                 | 1.73 (44)                 | 2.25 (57)                 | 3.49 (89)                 | 3.97 (101)                | 3.82 (97)                 | 4.33 (110)                | 3.85 (98)                 | 3.01 (76)                 | 2.86 (73)                 | 3.03 (77)                 | 2.16 (55)                 | 36.29 (922)               |
| متوسط تساقط الثلوج إنش (سم)         | 9.2 (23)                  | 6.8 (17)                  | 2.4 (6.1)                 | 0.7 (1.8)                 | —                         | 0.0 (0.0)                 | 0.0 (0.0)                 | 0.0 (0.0)                 | 0.0 (0.0)                 | 0.1 (0.25)                | 0.9 (2.3)                 | 6.7 (17)                  | 26.8 (68)                 |
| متوسط أيام هطول الأمطار (≥ 0.01 in) | 10.6                      | 8.9                       | 10.6                      | 11.4                      | 11.3                      | 10.2                      | 9.4                       | 9.0                       | 8.2                       | 9.5                       | 10.8                      | 11.2                      | 121.2                     |
| المصدر: NOAA                        |                           |                           |                           |                           |                           |                           |                           |                           |                           |                           |                           |                           |                           |

## أعلام
- دون ك. هال
- إد ميرفي
- أدريان كوري
- جورج ميكان
- يانينا غافانكار